# Revúcka Lehota
Revúcka Lehota este o comună slovacă, aflată în districtul Revúca din regiunea Banská Bystrica. Localitatea se află la altitudinea de 304 m deasupra n.m., se întinde pe o suprafață de 6,83 km2 și în 2017 număra 306 locuitori. Se învecinează cu comuna Mokrá Lúka.

## Istoric
Localitatea Revúcka Lehota este atestată documentar din 1427.

## Demografie
| An:                | 1994 | 2004   | 2014   | 2024   |
| ------------------ | ---- | ------ | ------ | ------ |
| Număr de persoane: | 339  | 328    | 322    | 318    |
| Diferență:         |      | −3,24% | −1,82% | −1,24% |

| An:                | 2023 | 2024   |
| ------------------ | ---- | ------ |
| Număr de persoane: | 307  | 318    |
| Diferență:         |      | +3,58% |